# Погляд (зір)

Лінія погляду.

Погляд — один із способів невербальної передачі інформації за допомогою очей до мозку та нервової системи.
Погляд може виражати і викликати емоції і психічний стан.
Погляд може бути уважним, зацікавленим, захопленим, але буває і наглим, викликаючим, презирливим, гордим.
Характеристики впливового погляду: впевнений, добрий, грайливий, твердий, суггестивний, привабливий, погляд хижака.